# Arnolfo di Lisieux
Arnolfo di Lisieux (in francese Arnoux de Lisieux, in latino Arnulfus Lexoviensis; 1105/1109 – 31 ottobre 1184) è stato un vescovo francese, a capo della diocesi di Lisieux dal 1141.
Il re d'Inghilterra e duca di Normandia, Enrico II Plantageneto, lo nominò fra i suoi consiglieri. Si dimise dal vescovado nel 1181 e si ritirò a Parigi nell'abbazia di San Vittore dove morì.

## Famiglia
Arnolfo apparteneva a una famiglia di ecclesiastici che ne favorirono l'ascesa. Suo fratello maggiore Jean de Neuville fu vescovo di Sées, mentre suo zio Jean lo precedette nella guida della sede episcopale di Lisieux.

## Biografia
Arnolfo scrisse all'inizio della sua carriera un Trattato sullo Scisma, che attirò l'attenzione di Bernardo di Chiaravalle e di Pietro il Venerabile. Le prediche pronunciate al Concilio di Tours (1163) e la sua corrispondenza ne attestano il brillante livello intellettuale.
Arcidiacono di Sées, partì per Roma per studiare. Nel 1141 i canonici di Lisieux lo elessero a succedere allo zio Jean alla guida del vescovado di Lisieux, e fu consacrato da Ugo III di Amiens, arcivescovo di Rouen.
Si dimostrò un ardente prelato riformatore, desideroso sia di correggere la morale dissoluta di parte del clero sia di sottrarre ai laici la gestione delle cariche religiose. La sua riforma si basò in particolare sui canonici regolari.

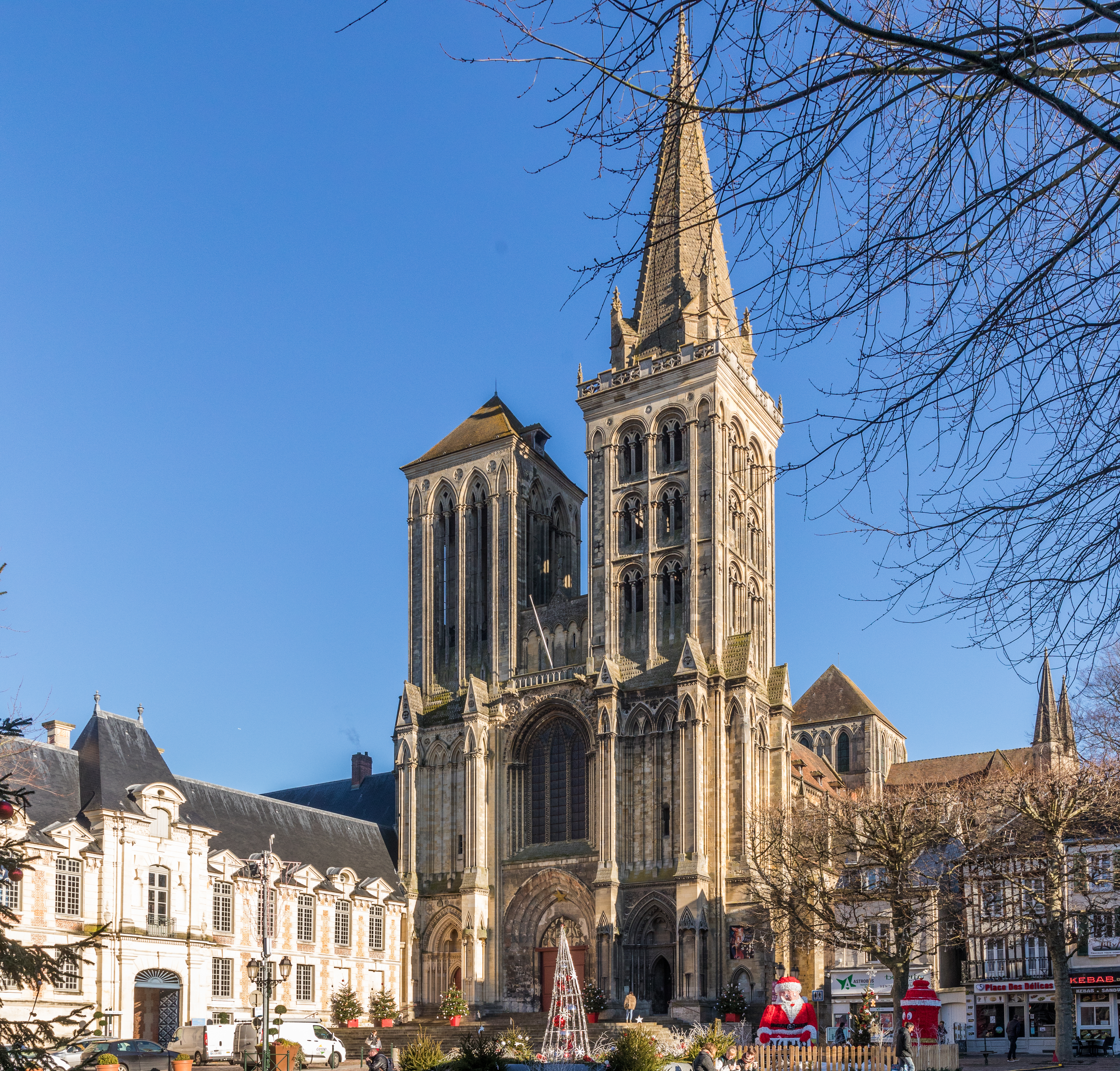
La cattedrale di Lisieux di cui Arnolfo intraprese la ricostruzione

Arnolfo intraprese la ricostruzione della cattedrale di Lisieux seguendo il nuovo movimento stilistico, il gotico, ben prima della conquista della Normandia da parte del re di Francia Filippo Augusto. Questa precocità può essere spiegata dal fatto che Arnolfo, committente del lavoro, si rivolse sicuramente a un capomastro proveniente da quella regione. Doveva essere consapevole delle novità architettoniche attraverso la sua familiarità con Sugerio, abate di Saint-Denis, e in quanto presente l'11 giugno 1144 alla consacrazione della nuova basilica di Saint-Denis. Non poté però iniziare la ricostruzione prima del 1149 poiché accompagnò Luigi VII nella seconda crociata (1147-1149), seguendo la raccomandazione del Papa. I lavori iniziarono probabilmente tra il 1170 e il 1172, seguendo un testo citato in Les miracles de Saint Thomas de Cantorbéry di G. Havard, dove apprendiamo di un operaio, Roger, che mentre lavorava alle fondamenta della cattedrale fu vittima di una frana ed ebbe salva la vita solo alla promessa di un pellegrinaggio.
Arnolfo ebbe la stima del re d'Inghilterra e duca di Normandia, Enrico II Plantageneto, tanto che il sovrano gli affidò compiti secolari, tra cui quello importante di giustiziere. Queste nuove funzioni posero un dilemma ad Arnolfo, dilemma simile a quello vissuto dal suo contemporaneo Tommaso Becket, arcivescovo di Canterbury: come vescovo riformatore, dover difendere i diritti della Chiesa di fronte agli appetiti dei laici mentre, come servitore del sovrano d'Inghilterra, doverlo sostenere nell'affermazione del potere regio. Questa posizione inconciliabile, rafforzata dall'assassinio di Becket, causò un deterioramento dei rapporti tra Arnolfo ed Enrico II. A partire dal 1173, questi rapporti si trasformarono in uno scontro quando il vescovo di Lisieux scelse di sostenere la rivolta del figlio del re, Enrico il Giovane, contro suo padre.
Oltre a questo problema, la fine dell'episcopato fu segnata da un conflitto coi canonici che lo accusavano di sperperare i beni della Chiesa: lo splendore in cui viveva suscitò critiche da parte dei religiosi, ma secondo Arnolfo la grandezza della dignità episcopale doveva andare di pari passo con la ricchezza e la magnificenza. Arnolfo ottenne infine dal Papa e da Enrico II di ritirarsi nell'abbazia di San Vittore a Parigi, dove morì nel 1181.
I suoi scritti comprendono una collezione di lettere, raccolta dall'autore medesimo, che sopravvive in 19 manoscritti, e alcune poesie.

## Genealogia episcopale
La genealogia episcopale è:
- Vescovo Riccardo di Douvres
- Arcivescovo Ugo d'Amiens, O.S.B.
- Vescovo Arnolfo di Lisieux